# Blauducker
Der Blauducker (Philantomba monticola, Syn.: Cephalophus monticola), auch Blauböckchen genannt, ist eine Antilopenart, die in Südafrika verbreitet ist. 

## Merkmale
Mit einem Körpergewicht von 4 bis 5 Kilogramm und einer Kopf-Rumpf-Länge von ca. 60 Zentimeter ist der Blauducker eine der kleinsten Antilopenarten im südlichen Afrika. Die Tiere sind auf dem Rücken und an den Seiten hellgrau bis rehbraun gefärbt. Die Unterseite ist weißlich, die Beine sind hell rötlich gefärbt. Der etwa 8 Zentimeter lange Schwanz ist auf der Oberseite dunkler als der Rücken gefärbt, die Unterseite ist weißlich. Der Kopf ist ähnlich gefärbt wie der Körper, die Wangen und die Unterseite des Kiefers sind aber heller. Beide Geschlechter können kleine, spitze Hörner besitzen; die der Männchen haben eine durchschnittliche Länge von 4 bis 7 Zentimeter.
Die Zahnformel lautet: {\displaystyle {\frac {0.0.3.3}{3.1.3.3}}}.

## Verbreitung, Lebensraum und Lebensweise

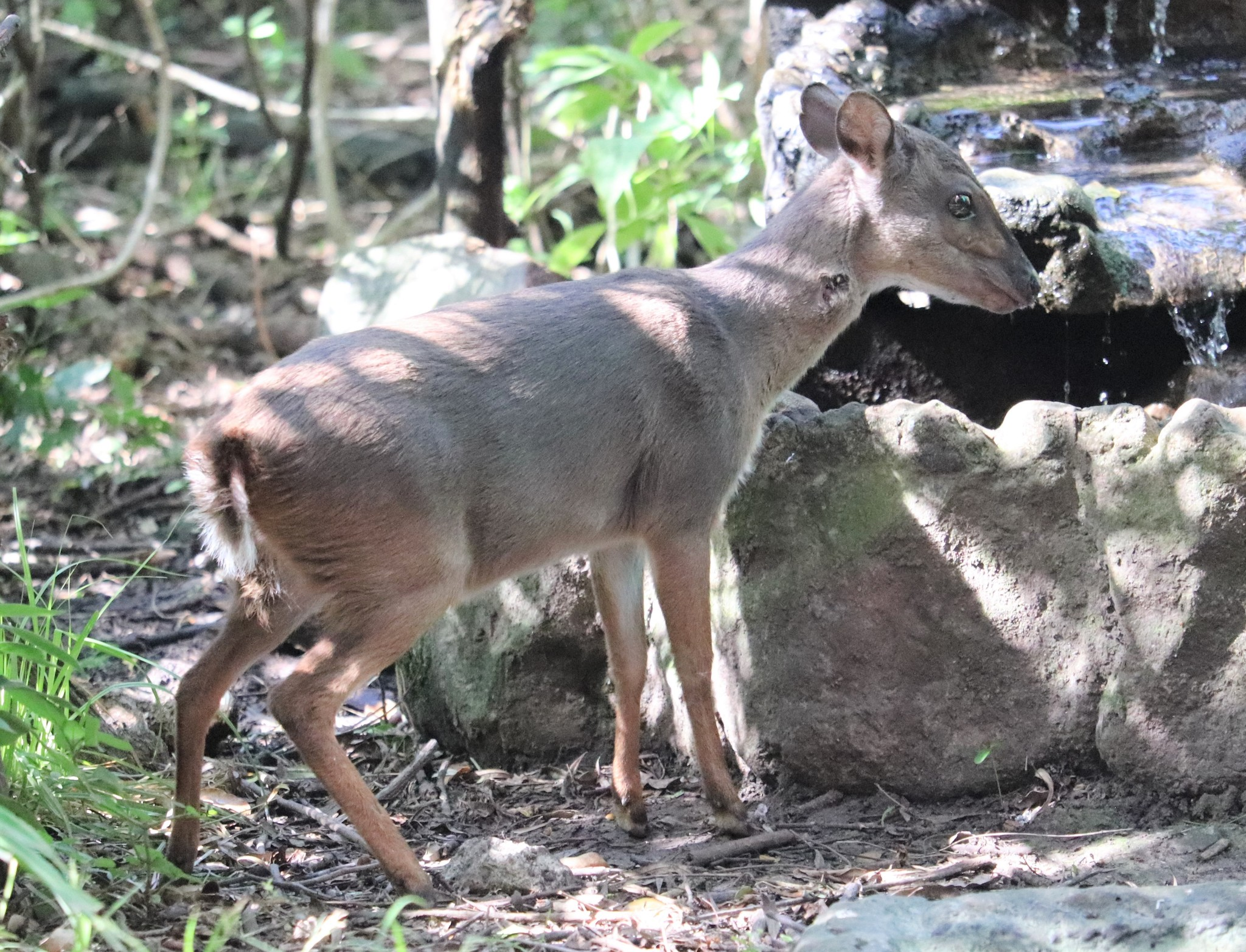
Blauducker

Das Verbreitungsgebiet des Blauduckers liegt in den die Küstenregionen der südafrikanischen Provinz Ostkap und reicht im Westen bis nach George. Er kommt in immergrünen Wäldern und in Buschland vor, in denen Trichocladus crinitus die vorherrschende Baumart ist. Der Lebensraum ist heute stark fragmentiert. Blauducker ernähren sich bevorzugt von Blättern und suchen ihre Nahrung vor allem in offenen Waldlichtungen. Daneben werden auch Früchte verzehrt. Bei einem einzelnen Individuum wurde der Mageninhalt untersucht. Er enthielt Blätter von Canthium obovatum, in geringerem Maße Blätter von Canthium mundianum, Cassine papillosa, Apodytes dimidiata, Olea capensis und Olinia ventosa, sowie Früchte von C. mundianum, Samenschoten von Dietes iridioides und Überreste von Pilzen. Blauducker sind den ganzen Tag über aktiv; ob sie teilweise auch nachtaktiv sind, ist unbekannt. Sie werden in drei Viertel der Fälle einzeln beobachtet, hin und wieder sieht man auch Paare oder kleine Gruppen mit bis zu fünf Exemplaren. In dichten Wäldern nutzt der Blauducker Wildpfade, auch jene, die von größeren Tieren getrammpelt wurden. Über das Fortpflanzungsverhalten des Blauduckers in freier Wildbahn gibt es keine konkreten Informationen. In Gefangenschaft vermehren sie sich das ganze Jahr über; über 50 % der Jungtiere werden aber von September bis November geboren. Die Tragzeit liegt wahrscheinlich 197 und 215 Tagen. Ein einzelnes Jungtier wird in einem Versteck geboren und wiegt dann 450 bis 600 g.

## Systematik
Der Blauducker wurde 1789 durch den schwedischen Naturforscher Carl Peter Thunberg erstmals wissenschaftlich beschrieben. Er gab der Art die Bezeichnung Capra monticola, ordnete sie also den Ziegen (Capra) zu. Heute gehört der Blauducker in die Gattung Philantomba, die schon 1827 durch den englischen Naturforscher Charles Hamilton Smith eingeführt wurde und die kleinsten Vertreter der Ducker (Cephalophini) umfasst. Ursprünglich wurden mit dem Maxwell-Ducker (Philantomba maxwelli) und dem Blauducker nur zwei Arten innerhalb der Gattung Philantomba anerkannt. Mit dem Verheyen-Ducker konnte Anfang des 21. Jahrhunderts eine dritte Art beschrieben werden. Eine Revision der Hornträger aus dem Jahr 2011 spaltete den Blauducker in zwei Gruppen nahe verwandter Arten auf, einer mit graufarbenen Beinen nördlich von Kongo und Rovuma und einer mit rötlichen Beinen südlich von Kongo und Rovuma.
Der Blauducker-Artenschwarm umfasst demnach die folgenden Arten:
Arten mit rötlichen Beinen:

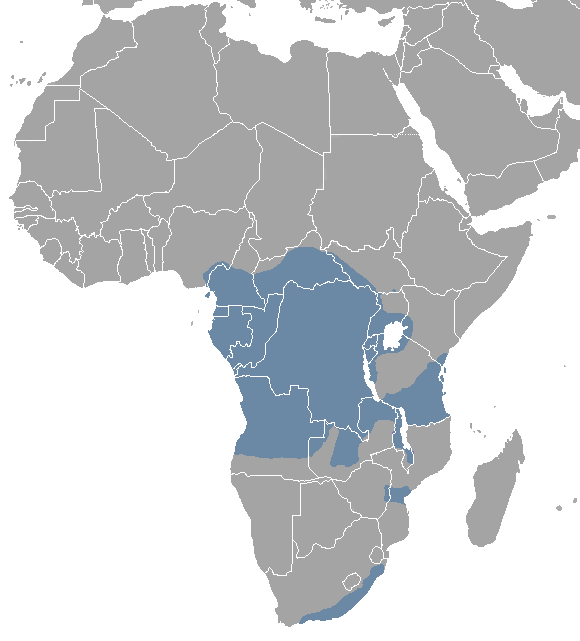
Das Verbreitungsgebiet des Blauducker-Artenschwarms

- Blauducker oder Kap-Blauducker (Philantomba monticola (Thunberg, 1789))
- Angola-Blauducker (Philantomba anchietae (Bocage, 1879))
- Simbabwe-Blauducker (Philantomba bicolor (Gray, 1863))
- Sambia-Blauducker (Philantomba defriesi (Rothschild, 1904))
- Malawi-Blauducker (Philantomba hecki (Matschie, 1897))
- Simpson-Blauducker (Philantomba simpsoni (Thomas, 1910))

Arten mit grauen Beinen:
- Ostafrika-Blauducker (Philantomba aequatorialis (Matschie, 1892))
- Kongo-Blauducker (Philantomba congica (Lönnberg, 1908))
- Tansania-Blauducker (Philantomba lugens (Thomas, 1898))
- Bioko-Blauducker (Philantomba melanorhea (Gray, 1846))